# サムジャン
サムジャン(Ssamjang)は、朝鮮料理で用いられる、濃厚でスパイシーなペーストである。材料は、テンジャン、コチュジャン、ごま油、タマネギ、ニンニク、ネギ等で、黒糖を加えることもある。

## 利用
サムジャンは、通常、葉物野菜で焼肉を包むサムという料理の味付けに用いられる。レタスやシソの葉の中央に、メインの具材（一口大のカルビまたはサムギョプサル、キムチその他のパンチャン、また場合によっては飯等）を乗せ、サムジャンをかけて、全てを覆うように葉で包む。

## 語源
朝鮮語で、サムは「包む」、ジャンは「ペースト」または「濃厚なソース」を意味する。

## バリエーション
スタンダードなサムジャンの他に、様々な具材を加えることがある。市場で、出来合いのものを買うこともできる。
- ナッツサムジャン：挽いたクルミ、カボチャ種子、ヒマワリ種子、その他のナッツを加える。
- タコサムジャン：揚げたイイダコを四角く切って、赤トウガラシ、タマネギとともに加える。
- 豆腐サムジャン：崩した豆腐を加える。
- ナムルサムジャン：様々な種類の豆を加える。
- タニシサムジャン：茹でたタニシ、テンジャン、ネギ、ニンニク、赤トウガラシ粉を加える[7]。